# Propionato de etila
Propionato de etila (propanoato de etilo, etc) é o éster etílico do ácido propiônico. Ele está na lista de produtos perigosos do governo brasileiro.